# 丸美
株式会社丸美（まるび、英称：Marubi Co.,ltd.）は、かつて存在していたマンション管理業務と賃貸管理業務を主とするマンション総合管理会社。本社は福岡県福岡市中央区。

## 沿革
- 1976年 - 有限会社丸美を設立。
- 1984年 - 株式会社丸美に改組。
- 2001年9月 - ロマネスクリゾート霧島、運営開始。
- 2004年 - 日本証券業協会グリーンシート銘柄指定。
- 2006年4月 - ロマネスクリゾート菊南、運営開始。ロマネスクリゾート事業本格始動。
  - 同時に管理を委託されているマンションのオーナー・社員・社員の親族知人などへの営業攻勢を強める。当該リゾート事業で会員2,225名、預託金70億円を集めることに成功する。
- 2007年4月1日 - 不動産投資ファンド「オネストワン」運用開始。
- 2008年3月1日 - 太陽光不動産投資ファンド「オネストワン・ソラーレ」運用開始。
- 2008年3月19日 - 臨時株主総会開催。グリーンシート市場からの撤退を決議。売った株式は一株15,000円にて買い取る旨説明。
- 2008年4月 - ロマネスクリゾート事業を株式会社丸美リゾートに分社化。
- 2008年4月20日 - グリーンシート銘柄取り消し。
- 2008年7月28日 - 同社社員向けに民事再生法の申し立てに関する説明会を実施。
- 2008年8月5日 - 民事再生法の適用を申請。負債総額は219億円。[1]
- 2008年8月11日/8月12日 - 8月11日12日と2日にわたり債権者集会が開かれる。[2]
- 2010年2月15日 - 丸美本体を清算する旨の再生計画案を可決[3]。ロマネスクリゾート由布院の杜およびロマネスクリゾート菊南は冠婚葬祭業の平安閣グループ（広島）へ譲渡（ロマネスクリゾート霧島は譲渡対象外）[4]。
- 2010年9月24日 - 有価証券偽造・行使の疑いで元会長ら2人を起訴[5]。

## 関連会社
- 株式会社マネジメント企画
- 株式会社丸美リゾート